# Kyrie Irving
Kyrie Irving   (Melbourne, 23 de març de 1992) és un jugador professional de bàsquet amb doble nacionalitat estatunidenca i australiana, que pertany a la plantilla dels Dallas Mavericks de l'NBA. Juga a la posició de base i fa 1,88 metres. És el segon jugador australià elegit en el número 1 del Draft de l'NBA al 2011, després del número 1 d'Andrew Bogut l'any 2005.

## Carrera esportiva

### Universitat
Després d'haver jugat el 2010 el prestigiós McDonald's All American Game, va jugar una temporada amb els Blue Devils de la Universitat de Duke, on va fer una mitjana de 17,5 punts, 4,3 assistències i 3,4 rebots per partit. Allà, sota les ordres de Mike Krzyzewski, va tenir una arranca espectacular, liderant al seu equip els 8 primers partits disputats amb 17,4 punts, un 53,4% d'encert en els tirs de camp, als que va afegir 5,1 assistències, 3,8 rebots i 1,5 recuperacions de pilota per partit. Però en el seu vuitè partit contra Butler, Irving va sofrir una greu lesió al dit gros del seu peu dret que el va mantenir aïllat de les pistes durant 3 mesos. Va reaparèixer el mes de març, justament per disputar el Torneig de la NCAA, en el qual van caure contra l'Arizona Wildcats als vuitens de final, en un partit en el qual va aconseguir 28 punts sortint des de la banqueta.

### NBA
Fou elegit en la primera posició del Draft de l'NBA del 2011 per Cleveland Cavaliers. Al final de la Temporada 2011-2012 fou nomenat Rookie de l'any de l'NBA.
El 19 de juny de 2016 es va proclamar campió de l'NBA amb els Cleveland Cavaliers.

## Estadístiques de la seva carrera a l'NBA

### Temporada regular
| Any      | Equip     | PJ  | PT  | MPP  | %TC  | %3P  | %TL   | RPP | APP | ROB | TPP | PPP  |
| -------- | --------- | --- | --- | ---- | ---- | ---- | ----- | --- | --- | --- | --- | ---- |
| 2011-12  | Cleveland | 51  | 51  | 30.5 | .469 | .399 | .872  | 3.7 | 5.4 | 1.1 | .4  | 18.5 |
| 2012-13  | Cleveland | 59  | 59  | 34.7 | .452 | .391 | .855  | 3.7 | 5.9 | 1.5 | .4  | 22.5 |
| 2013-14  | Cleveland | 71  | 71  | 35.2 | .430 | .358 | .861  | 3.6 | 6.1 | 1.5 | .3  | 20.8 |
| 2014-15  | Cleveland | 75  | 75  | 36.4 | .468 | .415 | .863  | 3.2 | 5.2 | 1.5 | .3  | 21.7 |
| 2015-16  | Cleveland | 53  | 53  | 31.5 | .448 | .321 | .885  | 3.0 | 4.7 | 1.1 | .3  | 19.6 |
| Total    | Total     | 309 | 309 | 34.0 | .452 | .378 | .865  | 3.4 | 5.5 | 1.4 | .3  | 20.8 |
| All-Star | All-Star  | 3   | 1   | 25.7 | .649 | .444 | 1.000 | 4.7 | 7.7 | .0  | .0  | 19.0 |

### Playoffs
| Any   | Equip     | PJ | PT | MPP  | %TC  | %3P  | %TL  | RPP | APP | ROB | TPP | PPP  |
| ----- | --------- | -- | -- | ---- | ---- | ---- | ---- | --- | --- | --- | --- | ---- |
| 2015  | Cleveland | 13 | 13 | 35.7 | .438 | .450 | .841 | 3.6 | 3.8 | 1.3 | .8  | 19.0 |
| 2016  | Cleveland | 21 | 21 | 36.9 | .475 | .440 | .875 | 3.0 | 4.7 | 1.7 | .6  | 25.2 |
| Total | Total     | 34 | 34 | 36.4 | .464 | .443 | .860 | 3.2 | 4.4 | 1.6 | .7  | 22.9 |